# Arteriae intercostales posteriores

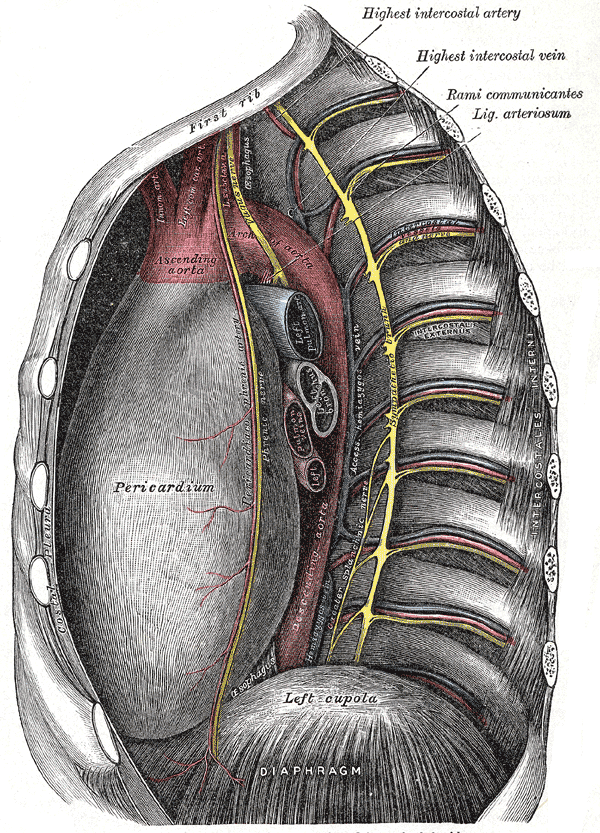

Arteriae intercostales posteriores är en samling artärer som löper från aorta och står för blodförsörjningen till revbensmellanrummen. 
Artärerna utgår från sidan (lateralt) av aortan i samband med varje ryggkota, de har två grenar vardera som går efter revbenens övre (superiora) respektive nedre (inferiora) kant. Varje artär löper tillsammans med en tillhörande ven som ligger ovanför (superiort) och en nerv som ligger under (inferiort) artären. 
Vid insättandet av ett thoraxdrän finns en viss risk att dessa artärer skadas och ge upphov till en blödning. 